# HD 34721
HD 34721，又名BD-18 1051，SAO 150326、HR 1747，是一颗恒星，视星等为5.96，位于銀經219.88，銀緯-28.33，其B1900.0坐标为赤經5h 14m 23.5s，赤緯-18° -28.33′ 12″。